# Trophée européen féminin de rugby à XV 2003
Navigation
Trophée européen féminin 2002 Trophée européen féminin 2004
Le Trophée européen féminin de rugby à XV 2003 se déroule du 1er mai au 11 mai 2003 à Malmö en Suède pour la Poule A alors que pour la Poule B, les rencontres ont lieu à Amsterdam aux Pays-Bas.
Pour la première fois, les tournois des poules A et B se déroulent à des périodes et en des lieux différents.

## Participants
La Poule A est constituée de quatre équipes : Espagne, France, Italie et Suède. La compétition se déroule sous la forme de match à élimination directe.
Concernant la Poule B, les équipes d'Allemagne, du Danemark, de la Norvège et des Pays-Bas participent à la compétition. Là encore, la compétition se déroule sous la forme de match à élimination directe.

## Poule A

### Demi-finales
| 1er mai 2003 | France  | 9 - 0  | Suède  | à Malmö |
| 1er mai 2003 | Espagne | 29 - 5 | Italie | à Malmö |

#### Match pour la3eplace
| 3 mai 2003 | Suède | 15 - 10 | Italie | à Malmö |

#### Finale
| 3 mai 2003 | Espagne | 16 - 10 | France | à Malmö |

## Poule B

### Demi-finales
| 8 mai 2003 | Pays-Bas  | 113 - 0 | Danemark | à Amsterdam |
| 8 mai 2003 | Allemagne | 75 - 0  | Norvège  | à Amsterdam |

#### Match pour la3eplace
| 11 mai 2003 | Norvège | 10 - 10 | Danemark | à Amsterdam |

La Norvège est déclarée vainqueur aux tirs au but (3 à 2)

#### Finale
| 11 mai 2003 | Pays-Bas | 19 - 12 | Allemagne | à Amsterdam |